# Вирц, Флориан
Фло́риан Ри́хард Вирц (нем. Florian Richard Wirtz; род. 3 мая 2003, Пульхайм) — немецкий футболист, атакующий полузащитник английского клуба «Ливерпуль» и сборной Германии.

## Клубная карьера
С 2010 по 2020 год выступал в футбольной академии «Кёльна». В январе 2020 года перешёл в клуб «Байер 04». 18 мая 2020 года Вирц дебютировал в немецкой Бундеслиге, выйдя в стартовом составе в матче против «Вердера». Он стал самым молодым игроком «Леверкузена» в Бундеслиге, выйдя на поле в возрасте 17 лет и 15 дней и побив предыдущий рекорд, принадлежавший Каю Хаверцу. 6 июня 2020 года забил гол в ворота «Баварии», став самым молодым автором гола в истории немецкой Бундеслиги (в декабре того же года этот рекорд побил Юссуфа Мукоко).
13 марта 2022 года в матче Бундеслиги против «Кёльна» получил разрыв передней крестообразной связки колена. 22 января 2023 года впервые вышел на поле после восстановления от травмы в игре Бундеслиги против клуба «Боруссия (Мёнхенгладбах)».
14 апреля 2024 года сделал хет-трик в матче против «Вердера», после чего «Байер 04» выиграл чемпионский титул Бундеслиги.
20 июня 2025 года Флориан перешёл в английский клуб «Ливерпуль» за 125 млн евро (116 млн фунтов).

## Карьера в сборной
Выступал за сборные Германии до 15, до 16, до 17 лет и до 21 года.
2 сентября 2021 года дебютировал в составе главной сборной Германии в матче против сборной Лихтенштейна.

## Достижения

### Командные достижения
«Байер 04»
- Чемпион Германии: 2023/24
- Обладатель Кубка Германии: 2023/24
- Обладатель Суперкубка Германии: 2024

Сборная Германии (до 21 года)
- Победитель молодёжного чемпионата Европы: 2021

### Личные достижения
- Золотая медаль Фрица Вальтера (2): 2020 (до 17 лет)[13], 2022 (до 19 лет)[14]
- Входит в состав символической команды сезона в Бундеслиге (3): 2021/22[15], 2023/24[16], 2024/25[17]
- Входит в состав символической команды сезона в Бундеслиге по мнению VDV (3): 2021/22[18], 2023/24[19], 2024/25[20]
- Игрок сезона в Бундеслиге: 2023/24[21]
- Игрок сезона Бундеслиги по мнению VDV (2): 2023/24[22], 2024/25[20]
- Игрок месяца в Бундеслиге (5): сентябрь 2021[23], октябрь 2023, декабрь 2023, февраль 2024[24], январь 2025
- Входит в состав символической сборной сезона Лиги Европы УЕФА: 2023/24[25]
- Молодой игрок сезона в Лиге Европы УЕФА (2): 2022/23[26], 2023/24[27]
- Входит в состав символической сборной сезона по версии ESM: 2023/24

## Статистика выступлений
По состоянию на 15 августа 2025 года
| Клуб             | Сезон            | Лига | Лига | Кубок страны | Кубок страны | Кубок лиги | Кубок лиги | Еврокубки | Еврокубки | Прочие | Прочие | Итого | Итого |
| Клуб             | Сезон            | Игры | Голы | Игры         | Голы         | Игры       | Голы       | Игры      | Голы      | Игры   | Голы   | Игры  | Голы  |
| ---------------- | ---------------- | ---- | ---- | ------------ | ------------ | ---------- | ---------- | --------- | --------- | ------ | ------ | ----- | ----- |
| Байер 04         | 2019/20          | 7    | 1    | 1            | 0            | −          | −          | 1         | 0         | −      | −      | 9     | 1     |
| Байер 04         | 2020/21          | 29   | 5    | 2            | 1            | −          | −          | 7         | 2         | −      | −      | 38    | 8     |
| Байер 04         | 2021/22          | 24   | 7    | 1            | 0            | −          | −          | 6         | 3         | −      | −      | 31    | 10    |
| Байер 04         | 2022/23          | 17   | 1    | 0            | 0            | −          | −          | 8         | 3         | −      | −      | 25    | 4     |
| Байер 04         | 2023/24          | 32   | 11   | 6            | 3            | −          | −          | 11        | 4         | −      | −      | 49    | 18    |
| Байер 04         | 2024/25          | 31   | 10   | 4            | 0            | −          | −          | 9         | 6         | 1      | 0      | 45    | 16    |
| Байер 04         | Итого            | 140  | 35   | 14           | 4            | 0          | 0          | 42        | 18        | 1      | 0      | 197   | 57    |
| Ливерпуль        | 2025/26          | 1    | 0    | 0            | 0            | 0          | 0          | 0         | 0         | 1      | 0      | 2     | 0     |
| Ливерпуль        | Итого            | 1    | 0    | 0            | 0            | 0          | 0          | 0         | 0         | 1      | 0      | 2     | 0     |
| Всего за карьеру | Всего за карьеру | 141  | 35   | 14           | 4            | 0          | 0          | 42        | 18        | 2      | 0      | 199   | 57    |